# Dinner für Spinner (2010)
Dinner für Spinner ist eine Screwball-Komödie aus dem Jahr 2010, die von Francis Vebers Bühnenkomödie Le Dîner de Cons inspiriert wurde. Das Bühnenstück wurde bereits 1998 in Frankreich verfilmt. Regie führte Jay Roach und das Drehbuch schrieben David Guion und Michael Handelman. Hauptdarsteller sind Steve Carell und Paul Rudd, die schon in Anchorman – Die Legende von Ron Burgundy und Jungfrau (40), männlich, sucht… zusammen vor der Kamera standen.

## Handlung
Tim Conrad, der als Finanzanalyst bei einer Private-Equity-Firma in Los Angeles arbeitet und gern Karriere machen möchte, findet eine Möglichkeit, den vermögenden Schweizer Geschäftsmann Martin Mueller als Kunden zu akquirieren.
Beeindruckt von Tims Einfallsreichtum sagt sein Chef Lance Fender, Tim sei ein Kandidat für eine Beförderung, wolle ihn aber besser kennenlernen. Er lädt ihn zu einem „Dinner for winners“ (Abendessen für Gewinner) ein, bei dem er eine exzentrische Person mit einem besonderen Talent finden und mitbringen muss; der Gewinner verdient eine Trophäe und der Manager, der sie oder ihn mitgebracht hat, erntet Ruhm. Tim schließt aus dem Kontext, dass es sich eher um ein  „Dinner für Idioten“ als eines für Gewinner handelt, und die Gäste mit dem besonderen Talent verspottet werden sollen.
Tims Freundin Julie landet einen Kuratorendeal für den exzentrischen Künstler Kieran Vollard und Tim hält erfolglos um ihre Hand an. Tim erklärt sich bereit, nicht an der Dinner-Party teilzunehmen, nachdem Julie über die grausame Natur des Themas entsetzt ist.
Tim fährt versehentlich Amateur-Tierpräparator Barry Speck mit seinem Auto an, als Barry versucht, eine tote Maus von der Straße zu holen. Barry ist ein Angestellter der US-Steuerbehörde und bastelt in seiner Freizeit Dioramen mit Mäusepuppen aus echten, allerdings toten Mäusen. Tim wird Zeuge von Barrys bizarrem Verhalten und er erkennt, dass er der perfekte Idiot für das Abendessen ist. Barry taucht in Tims Wohnung auf und lädt dabei versehentlich Darla ein, von der Tim seit ihrem One-Night-Stand vor Jahren gestalkt wird. Barry erkennt den Fehler und beschließt, Darla daran zu hindern, Tims Wohnung zu betreten.
Als Julie vor Tims Wohnung ankommt, verwechselt Barry sie mit Darla und schickt sie weg, was Julie den Eindruck vermittelt, dass Tim sie betrügt. Barry ruft Vollard an und findet die Nummer im Telefon gespeichert. Während er mit ihm spricht, denken er und Tim, sie hören Julie im Hintergrund, und gehen zu Vollards Wohnung. Barry wirft Tims Schlüssel durch Vollards Wohnungsfenster und muss einbrechen, nur um Kieran zu finden, der sich darauf vorbereitet, zwei Mädchen, die wie Tiere gekleidet sind (von denen keine Julie ist), zu lieben. Darauf gehen Tim und Barry nach Hause.
Barry öffnet die Tür und findet Darla davor. Julie ruft an und fragt Tim, ob er eine Affäre hat und Darla stiehlt das Telefon und stopft es in ihre Hose. Während Tim sich in seinem Schlafzimmer versteckt, geraten Darla und Barry in einen Kampf, was dazu führt, dass die erschreckte Darla weggeht. Julie ließ ihr Telefon in Tims Wohnung, und eine Sprachnachricht von Vollard verrät, dass Julie zu seiner Ranch fährt.
Barry bietet an, Tim einen Arbeitsplatz in der Steuerbehörde zu besorgen, um Vollards Ranch-Adresse zu finden, wo sie sich mit Barrys Chef und Rivalen Therman Murch treffen, der Barry die Frau ausgespannt hat. Tim macht sich am nächsten Tag zu seinem Brunch mit den Muellers auf, bei dem Barry überraschend mit Darla auftaucht, wobei diese vorgibt, Julie zu sein. Tim wird von allen dazu gedrängt, Darla zu bitten, ihn zu heiraten, aber währenddessen kommt Julie hinzu. Tim und Barry jagen Julie auf Vollards Ranch hinterher, wo Tim versehentlich Barry beleidigt.
Zu seiner Überraschung findet Tim Barry bereits bei Fenders Dinner-Party vor. Barry ist ein Hit mit der Mäusegruppe und ein Kandidat für die Trophäe, aber unerwartet kommt Therman und blamiert Barry mit seiner Gedankenkontrolle. Tim sagt Barry dann alles und lässt Barry nach einiger Ermutigung mit  der „Gehirnkontrolle“ gewinnen, bevor er seinen Chef und seine Mitverantwortlichen die Wahrheit über das „Dinner für Idioten“ aufdecken lässt. Ein Gast reagiert beleidigt auf die Offenbarung und sorgt dabei für Chaos, bei dem Mueller einen Finger verliert.
Tim wird gefeuert, ebenso wie Julie, nachdem Barry Vollard hat erkennen lassen, dass es ein Problem wäre, sie für ihn weiterarbeiten zu lassen. Tim und Julie heiraten, Barry geht eine Beziehung mit Darla ein, macht ein Kunstwerk mit Vollard und veranstaltet für alle Verlierer ein monatliches „Breakfast for Champions“. Therman schreibt ein Buch in der psychiatrischen Klinik und Tim gelingt der Bau eines neuen Museums in der Schweiz für Mueller. Fenders Firma geht bankrott und wird von den Medien als „Wall Streets größter Verlierer“ bezeichnet.

## Produktion
Das Budget des Films über 69 Millionen US-Dollar teilten sich der Vertreiber, Paramount Pictures, sowie die Produktionsfirmen DreamWorks Studios und Spyglass Entertainment.
Die Dreharbeiten des Dinners wurden am gleichen Schauplatz durchgeführt, der schon als Wayne Manor für die Batman Fernsehserie aus den 1960ern benutzt wurde.

## Einspielergebnis
Der Film erzielte 8,4 Millionen US-Dollar an seinem ersten Tag in den USA und reihte sich damit hinter Inception auf Platz 2 ein. Am Eröffnungswochenende spielte der Film insgesamt 23,3 Millionen US-Dollar in den USA ein. Insgesamt spielte der Film in Nordamerika knapp über 73 Millionen Dollar ein, weltweit weitere 13,38 Millionen.

## Kritiken
„Dinner für Spinner ist eine sehr sympathische Komödie, die vor allem durch die großartige Performance von Steve Carell punktet. Aber auch ansonsten sorgt der Film für kurzweilige Unterhaltung und viele gelungene Gags. Natürlich ist der Aufbau recht konventionell gehalten, allerdings scheint Regisseur Jay Roach besonders viel Freude gefunden zu haben das Leben der Hauptfigur dem Abgrund entgegen zu kippen, weswegen das obligatorische Happy-End höchst befriedigend ausfällt. Dank der vielen gelungenen Ideen und den gut aufgelegten Darstellern ist Dinner für Spinner jedenfalls bis dato eine der besten Komödien des Jahres.“

„Die Probleme dieser Version des "Dinners für Spinner" sind mannigfaltig, die Hauptschuld muss jedoch dem Drehbuch zugewiesen werden, dass [sic] gleich sechs verschiedene Köche komplett vermurkst haben. Dass die Situationen, in die der unglückliche Tim geschickt wird, nicht gerade originell und einfallsreich sind, könnte man zur Not noch schlucken, wird halt das Rad der spritzigen Komödie selten neu erfunden. Dass eben diese Situationen aber auch viel zu selten irgendwie witzig, sondern meist einfach nur zum Kopfschütteln plump geraten sind, ist dagegen kaum zu entschuldigen.“

„Dass der Film bei all dem Chaos auf der Leinwand nicht aus dem Ruder läuft, ist der straffen Regie von Jay Roach zu verdanken, die trotz des hohen Tempos und der langen Laufzeit stets die Übersicht bewahrt. Mit den schick in Szene gesetzten „Mouseterpiece“-Dioramas von Barry, für deren ebenso komische wie liebevolle Gestaltung die Modellbauer ein besonderes Lob verdienen, schafft Roach es sogar, dem Film noch etwas visuelle Originalität zu verpassen. So ist „Dinner für Spinner“ eine furiose Slapstick-Attacke auf die Lachmuskeln, die über knapp zwei Stunden bis hin zum turbulenten Dinner-Finale (das im Original gar nicht vorkommt) bestens unterhält. Das ist sicher nicht die höchste Form der Kunst – aber dennoch verdammt lustig.“

„Das US-Remake der gleichnamigen französischen Komödie von Francis Veber (1997) fährt eine Reihe von abstrusen Sonderlingen auf, ohne dass das doppelte Spiel mit dem Lächerlichen überzeugend aufginge, weil die Zyniker am Ende doch am längeren Hebel sitzen.“